# Blaguša
Blaguša är en ort i Kroatien.   Den ligger i länet Zagreb, i den nordöstra delen av landet, 17 km nordost om huvudstaden Zagreb. Blaguša ligger 231 meter över havet och antalet invånare är 653.
Terrängen runt Blaguša är kuperad åt nordväst, men åt sydost är den platt. Runt Blaguša är det ganska glesbefolkat, med 24 invånare per kvadratkilometer. Närmaste större samhälle är Zagreb - Centar, 17,3 km sydväst om Blaguša. Omgivningarna runt Blaguša är en mosaik av jordbruksmark och naturlig växtlighet.